# Yager Development
Yager Development est un studio allemand de développement de jeux vidéo fondé en 1999 par cinq développeurs et artistes.

## Historique
L'entreprise est principalement connue pour avoir développé Yager, sorti en 2003, et Spec Ops: The Line, sorti en 2012. Spec Ops: The Line a remporté plusieurs récompenses, comprenant l'« Inside Gaming Awards » pour le meilleur récit, décerné par Machinima, mais il est un échec commercial pour le studio qui ne souhaite pas développer une suite,.
Le studio a ensuite travaillé sur Dead Island 2, pour une sortie estimée initialement en 2015. Après un report pour 2016, Deep Silver annonce le 15 juillet 2015 se séparer de Yager pour le développement de Dead Island 2. À la suite de ce nouveau revers, le studio a été déclaré en insolvabilité. Il développe ensuite un jeu de simulation de combat aérien, Dreadnought, dont une phase de bêta-test ouverte au public est annoncée pour 2015.
En 2021, Yager a pour nouvel actionnaire majoritaire le groupe chinois Tencent. Les années suivantes, le studio participe comme co-développeur aux jeux Dune: Awakening (2025) de Funcom et à Exoborne de Sharkmob.

## Jeux développés
| Titre                                          | Année   | Plates-formes                          |
| ---------------------------------------------- | ------- | -------------------------------------- |
| Yager                                          | 2003    | Windows, Xbox                          |
| Aerial Strike: Low Altitude - High Stakes      | 2005    | Windows                                |
| Spec Ops: The Line                             | 2012    | Windows, PlayStation 3, Xbox 360, OS X |
| Dead Island 2 (retiré)                         | 2015    | Windows, PlayStation 4, Xbox One       |
| Dreadnought                                    | 2017    | Windows, PlayStation 4                 |
| The Cycle                                      | 2019    | Windows                                |
| Dune: Awakening (co-développement pour Funcom) | 2025    | Windows                                |
| Exoborne (co-développement pour Sharkmob)      | À venir | Windows                                |